# Tommy Gärling
Tommy Gärling, född 17 augusti 1941 i Solna är en svensk professor i psykologi.

## Biografi
Tommy Gärling blev fil. kand. 1965, fil. lic. i psykologi 1970 och fil. dr. i psykologi 1972 vid Stockholms universitet samt 1977 oavlönad docent i psykologi vid Umeå universitet. Han var från 1967 till 1972 anställd som forskningsassistent vid Kungliga Tekniska Högskolan samt som extra forskarassistent vid Stockholms universitet. Från 1973 till 1976 var han forskarassistent i tillämpad psykologi och därefter docent, högskolelektor och tillförordnad professor i psykologi vid Umeå universitet. 1988 erhöll Gärling en anställning som forskare i Psykologi och samhällsplanering vid Humanistiska Samhällsvetenskapliga forskningsrådet (HSFR) med placering vid Umeå universitet. 1987-1991 var han föreståndare för Transportforskningsenheten vid Umeå universitet (TRUM).
1992 utnämndes Gärling till den tredje innehavaren av professuren i psykologi vid Göteborgs universitet som efterträdare till John Elmgren och Lennart Sjöberg. Han innehade professuren fram till pensioneringen 2008. Därefter fram till 2020 var Gärling först anställd som seniorprofessor vid Psykologiska institutionen, sedan som seniorforskare vid Centrum för finans vid Handelshögskolan, Göteborgs universitet.
Gärling var från 1960-talet en av pionjärerna inom svensk miljöpsykologi. Statens råd för byggnadsforskning finansierade på 1970-talet hans och tre andra nydisputerade forskares postdoktorala forskning som lade en grund till dagens omfattande svenska forskning inom ämnet. Gärling initierade 1985 årliga alltjämt pågående nationella symposier i miljöpsykologi med deltagande huvudsakligen av svenska disputerade forskare och deras doktorander. Dessa symposier har främjat kontakter och samarbeten mellan ämnets svenska forskare.
Gärling har bedrivit forskning inom olika områden. Vid Umeå universitet 1972-1991 var huvudfokus kognitiv miljöpsykologisk forskning om människors minne av rumsliga förhålllanden, förmåga att orientera sig under förflyttningar i olika miljöer, destinations- och färdmedelsval. Han bedrev samtidigt forskning om bostadsval, barnolyckor i bostäder samt trafik och transporter. Som innehavare av professuren i psykologi startade han forskning om flera andra frågeställningar med huvudfokus på tillämpningar av den internationella forskningen om bedömningar och beslutsfattande. Samarbete inleddes inom olika projekt med ekonomer, statsvetare och sociologer. Gärling har även engagerat sig i samhällsdebatter relaterade till forskningen om människors bedömningar och beslutsfattande.
Gärling har varit gästprofessor vid Centrum för tjänsteforskning vid Karlstads Universitet, Handelshögskolan vid Umeå universitet och Aarhus handelsshögskola samt gästforskare vid Universitet i Bergen och University of California, Berkeley, Irvine och Santa Barbara.

## Utmärkelser
1998-2002 var Gärling president för Environmental Psychology  Division of International Association of Applied Psychology (IAAP) och blev 2014 utsedd till fellow av IAAP. 2018 tilldelades han av International Association of Travel Behavior Research (IATBR) deras Life Time Achievment Award för sina insatser inom forskning om människors resande.